# Villares de la Reina
Villares de la Reina és un municipi de la província de Salamanca, a la comunitat autònoma de Castella i Lleó. Limita al Nord amb Castellanos de Villiquera, Monterrubio de Armuña i San Cristóbal de la Cuesta, a l'Est amb Castellanos de Moriscos i Moriscos, al Sud amb Salamanca i Cabrerizos i a l'Oest amb Villamayor.

## Composició
Està compost per cinc nuclis de població:
- Aldeaseca de Armuña (603 habitants). Administrativament és una pedania.
- Polígono industrial Los Villares 	(55 habitants).
- Villares de la Reina 	(2605 habitants).
- Fuente Serrana 	(38 habitants).
- El Helmántico 	(898 habitants).

## Demografia
| 1991 | 1996 | 2001 | 2004 |
| ---- | ---- | ---- | ---- |
| 1200 | 1920 | 3081 | 3784 |